# Не пипай мангизите
„Не пипай мангизите“ (на френски: Touchez pas au grisbi) е италианско-френски филм от 1954 година, криминален трилър на режисьора Жак Бекер по негов сценарий в съавторство с Албер Симонен и Морис Гриф, базиран на едноименния роман на Симонен от 1953 година.
В центъра на сюжета е възрастен престъпник, който извършва голям обир, с който да се пенсионира, но губи всичко спечелено, опитвайки се да спаси своя дългогодишен партньор от група гангстери. Главните роли се изпълняват от Жан Габен, Рьоне Дари, Лино Вентура, Жана Моро, Пол Франкьор.
„Не пипай мангизите“ е номиниран за наградата „Златен лъв“.